# ファインモーション
ファインモーション（欧字名:Fine Motion、1999年1月27日 - ）は、日本の競走馬、繁殖牝馬。
アイルランドで生まれ、日本で調教された外国産馬である。2002年のJRA賞最優秀3歳牝馬。デビューから無敗の6連勝で秋華賞・エリザベス女王杯を制した。

## 経歴

### 誕生
1999年1月27日、アイルランドのバロンズタウンスタッド&オーペンデールにて、父がデインヒルの牝馬（後のファインモーション）が誕生。ジャパンカップやブリーダーズカップ・ターフ、チャンピオンステークスなど日欧米のGI競走6勝し、1997年度のヨーロッパカルティエ賞最優秀古馬のピルサドスキー（父:ポリッシュプレセデント）の半妹となった。世界的オーナーブリーダーのクールモアグループが購入し、競走馬としてデビューする予定であった。

### 輸入の背景
栗東トレーニングセンター所属の調教師である伊藤雄二は、競走馬発掘のために複数回アイルランドに渡っており、輸入に導いた1993年生まれのアラバンサ（父:エルグランセニョール）は、伊藤自身で管理して巴賞（OP特別）優勝やステイヤーズステークス（GII）2着などの成績を残していた。
1999年4月、伊藤はアラバンサを生産したバロンズタウンスタッドを再び訪れ、生後数か月のファインモーションと初めて対面し、これまでの管理馬を上回る能力があると評価し、伊藤はクールモアと掛け合った。クールモアが優秀な種牡馬を揃えることに注力し、牝馬を軽視する傾向にあったため、取引に応じ日本に渡ることが決定した。
北海道浦河郡浦河町の伏木田牧場は、1949年（昭和24年）に生産した牝馬のタカハタが、朝日杯3歳ステークスなど32戦26勝。皐月賞、東京優駿（日本ダービー）、優駿牝馬（オークス）2着となるなど活躍。繁殖牝馬としても、孫に1974年の東京障害特別を制したカシハタ、1975年の北海道3歳ステークスを制したカミイチという重賞優勝馬が産まれるなど、伏木田牧場の主軸牝系となっていた。多くの牧場が、その時々に流行している種牡馬に合う繁殖牝馬を、外国から盛んに導入していたものの、30年以上伏木田牧場は実施することなかった。活躍する生産馬が少なくなり、1986年の鳴尾記念（GII）を制したロンスパークを最後に重賞から遠のくなど、牧場にいるタカハタから分岐した主軸牝系は時代遅れになっていた。
アイルランドで伊藤が見出した2歳のファインモーションは、購入に際して1億円以上と高額に設定された。伊藤は伏木田に、将来の繁殖牝馬としての購入を持ち掛け、実物を見ることなく、ビデオと写真を確認してのみで購入を決意した。伏木田牧場会長の伏木田達男は、「いい時代はずっと続くわけじゃない。だから派手にやるな」という父の信条に応え続けていた。しかし達男は、ファインモーションを今後の基軸繁殖牝馬として考え「（繁殖牝馬として）いい種牡馬を配合していけば何頭かの産駒で元が取れる」と判断し、達男の長男で社長の達之は「（競走馬として）オープンまで行って重賞のひとつでも取ってくれるのなら、そんなに高い買い物でもない」という認識であった。

### デビューまで
2001年5月18日、ファインモーションは、武田ステーブルに移動。代表の武田茂男に、伊藤はわざわざ検疫所にスタッフ派遣を要請するなど、手間をかけていた。3か月の着地検疫期間では、武田ステーブル隣の日進牧場のダートコースで調教が行われた。検疫を終えた8月には、軽種馬育成調教センター（BTC）直線700メートルの坂路にて調教が行われた。武田ステーブルでは、場長の延島太恵志のみが調教に騎乗した。他が、坂路を一回上がるだけで息が上がってしまうが、2本3本することができた。ちょっとした外傷と軽い熱発の治療は2回のみと健康で順調に育成された。取材に訪れた村本浩平は、こう記している。
競走馬名は、達男の孫、達之の息子である修によって「ファインモーション」と名付けられた。第2候補「マーメイドパール」第3候補「ビューティフルデイ」を用意していたが、馬名審査に合格し、「ファインモーション」として競走馬デビューすることが決定した。9月13日、武田ステーブルを出て伊藤雄二厩舎に移動。調教の様子を見た岡部幸雄は「こんな馬と競走〔ママ〕する相手は可哀想だね」と証言するなど、入厩した栗東トレーニングセンターでも評判となった。担当厩務員は、かつてエアグルーヴを担当した田中一征であった。

### 競走馬時代

#### 2 - 3歳（2001 - 02年）
2001年12月1日、阪神競馬場の新馬戦（芝2000メートル）に武豊が騎乗してデビュー。武はデビュー前にまたがったとき、その力強さから牝馬とは思わず、伊藤調教師に「先生、これでダービーに行きましょう」と言ったほどであった。新馬戦はスタートから先頭に立ち、後続に4馬身の差をつけて逃げ切り勝利した。逃げたにも関わらず、上がり3ハロンのタイムは出走メンバー中最速を記録した。例年関西の有力馬が出走する阪神芝2000メートルの新馬戦で牡馬相手に楽勝したことから大きな注目を集め、武は「海外で競馬をさせたい」と発言。陣営はフランス1000ギニー、フランスオークスへの出走登録までしていた。外国産馬のためにクラシック出走権はなく、またデインヒル産駒の特徴である立派な上体と、脚元の未熟さを兼ね備えていたため、伊藤は馬体の充実するのは4歳であると判断。フランス遠征もなく、放牧に出された。
2002年8月、函館競馬場の500万円以下（芝2000メートル）で復帰。騎手は松永幹夫に乗り替わりとなる。伊藤は65パーセントの出来としていたが、好位から見せムチのみで5馬身差で2連勝。続いて伊藤いわく75 %の出来で、8月25日の古馬混合1000万下競走・阿寒湖特別（芝2600メートル）に出走し、好位から追われることなく5馬身差で3連勝とした。
9月15日、秋華賞のトライアル競走であるローズステークス（阪神芝2000・GII）に単勝オッズ1.2倍の1番人気に推されて出走、伊藤は80 %の出来であるとしていた。スタートから好位に取り付き、桜花賞優勝馬のアローキャリーや重賞優勝馬相手に、強く追われることなく3馬身差で優勝した。松永は「まだ能力の半分も出していない」と証言している。
続いて、10月13日の秋華賞（京都芝内2000・GI）に参戦。騎手には武が復帰。伊藤は出来を85 ％としていたが、単勝オッズ1.1倍 (支持率72%) の1番人気に支持される。この支持率は、グレード制導入以降のGI競走では最高の記録であった。スタートから先行する馬群の外側に位置取り、直線で馬なりのまま抜け出した。武が追うのを途中でやめるほど差が広がり、後方に3馬身半差をつけて先頭で決勝線を通過した。走破タイム1分58秒1は、レースレコードタイであった。5連勝でGI初勝利、無敗のまま牝馬三冠競走の最終戦を制したのは初めてであった。伊藤は、マックスビューティ、シャダイカグラ、エアグルーヴで制した桜花賞、オークスと併せて、牝馬三冠トレーナーとなった。また武は、5月の日本ダービーをタニノギムレットで制して以降、騎乗したGI5戦連続優勝を果たした。
11月10日、エリザベス女王杯（京都芝外2200・GI）に出走。古牝馬の一線級および、同世代の優駿牝馬優勝馬スマイルトゥモローと初めての顔合わせとなったが、単勝1.2倍の1番人気に推された。スタートで折り合いを欠いたが、先行馬の背後に収まる好位に位置した。直線でも伸び、ダイヤモンドビコーに2馬身半差で優勝した。上がり3ハロン33.2秒はメンバー中最速であった。デビューから6戦目で古馬GIを制したのは史上最短の記録であり、無敗での古馬GI制覇は史上初であった。
エリザベス女王杯後、伊藤は「年内は休養に充て、ファン投票の結果に関係なく有馬記念には出走させない」と明言していた。しかし、ファン投票で3位に支持されたことで一転、同レースに出走。シンボリクリスエスなど古牡馬の一線級と初めて顔を合わせたものの、単勝オッズ2.6倍の1番人気に支持された。スタートから先行したがかかってしまい、なおかつタップダンスシチーに構われたことでペースが崩されて5着に敗れた。武は「直線でも『グッ』とくるものがなかった」と回顧している。年末のJRA賞では、JRA賞最優秀3歳牝馬を受賞した。

#### 4 - 5歳（2003 - 04年）
有馬記念以後、放牧に出され、福島県いわき市の競走馬総合研究所常磐支所「馬の温泉」での休養を経て、2003年5月に帰厩した。8月17日、札幌競馬場・芝1800mコースのクイーンステークス（GIII）で復帰し、単勝オッズ1.4倍の1番人気に支持されるも、オースミハルカの逃げ切りに遭い2着敗退。秋は、武のお手馬の関係で連覇がかかるエリザベス女王杯ではなく、天皇賞（秋）を目標に据え、前哨戦の毎日王冠（GII）に臨むも7着に敗れた。外国産馬の天皇賞（秋）出走は、2頭までに制限されており、2頭を過去1年間の獲得賞金によって決定する方式が採用されていたが、ファインモーションは毎日王冠を敗れたことで落選し、天皇賞（秋）出走を断念した。
代わりに、11月23日のマイルチャンピオンシップ（GI）に出走。大外枠から発走し、直線では逃げるギャラントアローを外から捕らえたが、さらに外側の大外から強襲したデュランダルが上回り、4分の3馬身差の2着敗退。武は直線半ばの時点で勝利を確信していたと回顧している。続いて12月21日の阪神牝馬ステークス（GII）では、ハッピーパスの追い上げをクビ差退けて1年振りの勝利を果たした。
5歳となった2004年も現役を続行。安田記念（GI）で始動するが、武が制御することができず13着敗退。夏の北海道に渡り、7月25日の函館記念（GIII）では馬群を避けることで制御が可能となったが、その反面大外を回ることとなった。直線で伸びたが、内を通ったクラフトワークにクビ差及ばず2着に敗れた。続いて8月22日の札幌記念（GII）では、最後方待機することで折り合い、好位で直線を迎えて抜け出した。2番手を進んだバランスオブゲームを半馬身かわして、後続を離し重賞5勝目を果たした。秋は、前年2着のマイルチャンピオンシップに出走するも、制御不可能となり直線で全く伸びず9着に敗退。その後のローテーションも計画されていたが、引退が決定した。

### 競走馬引退後
輸入時の目的の通り、伏木田牧場で繁殖牝馬となった。初年度はキングカメハメハと交配されたが不受胎に終わり、以後も一度も受胎しなかった。その後、染色体の異常により医学的に受胎が不可能であることがわかり、繁殖牝馬を引退。結局当初の購買目的を果たすことはできず、以降は功労馬として伏木田牧場に繋養されている。

## 競走成績
以下の内容は、netkeiba.comの情報に基づく。
| 競走日 | 競走日 | 競走日 | 競馬場 | 競走名           | 格       | 距離（馬場）  | 頭 数 | 枠 番 | 馬 番 | オッズ （人気） | 着順 | タイム （上がり3F） | 0騎手     | 斤量 [kg] | 1着馬（2着馬）         | 馬体重 [kg] |
| ------ | ------ | ------ | ------ | ---------------- | -------- | ------------- | ----- | ----- | ----- | --------------- | ---- | ------------------- | --------- | --------- | ---------------------- | ----------- |
| 2001.  | 12.    | 1      | 阪神   | 2歳新馬          |          | 芝2000m（良） | 10    | 4     | 4     | 001.1（1人）    | 01着 | 02:03.4 (34.0)      | 0武豊     | 53        | （ネオマエストロ）     | 488         |
| 2002.  | 8.     | 4      | 函館   | 3歳上500万下     |          | 芝2000m（良） | 16    | 2     | 4     | 002.1（1人）    | 01着 | 02:03.9 (36.5)      | 0松永幹夫 | 52        | （プリティジュエル）   | 484         |
|        | 8.     | 25     | 札幌   | 阿寒湖特別       | 1000万下 | 芝2600m（良） | 14    | 4     | 5     | 001.3（1人）    | 01着 | 02:42.4 (36.1)      | 0松永幹夫 | 53        | （メジロライデン）     | 488         |
|        | 9.     | 15     | 阪神   | ローズS          | GII      | 芝2000m（良） | 16    | 3     | 6     | 001.2（1人）    | 01着 | 02:00.1 (34.9)      | 0松永幹夫 | 54        | （サクラヴィクトリア） | 484         |
|        | 10.    | 13     | 京都   | 秋華賞           | GI       | 芝2000m（良） | 18    | 6     | 12    | 001.1（1人）    | 01着 | 01:58.1 (34.5)      | 0武豊     | 55        | （サクラヴィクトリア） | 488         |
|        | 11.    | 10     | 京都   | エリザベス女王杯 | GI       | 芝2200m（良） | 13    | 8     | 12    | 001.2（1人）    | 01着 | 02:13.2 (33.2)      | 0武豊     | 54        | （ダイヤモンドビコー） | 488         |
|        | 12.    | 22     | 中山   | 有馬記念         | GI       | 芝2500m（稍） | 14    | 7     | 12    | 002.6（1人）    | 05着 | 02:33.4 (35.9)      | 0武豊     | 53        | シンボリクリスエス     | 482         |
| 2003.  | 8.     | 17     | 札幌   | クイーンS        | GIII     | 芝1800m（良） | 11    | 2     | 2     | 001.4（1人）    | 02着 | 01:47.7 (33.7)      | 0武豊     | 58        | オースミハルカ         | 476         |
|        | 10.    | 12     | 東京   | 毎日王冠         | GII      | 芝1800m（稍） | 11    | 6     | 6     | 001.3（1人）    | 07着 | 01:46.4 (35.8)      | 0武豊     | 57        | バランスオブゲーム     | 482         |
|        | 11.    | 23     | 京都   | マイルCS         | GI       | 芝1600m（良） | 18    | 8     | 18    | 004.8（2人）    | 02着 | 01:33.4 (34.1)      | 0武豊     | 55        | デュランダル           | 484         |
|        | 12.    | 21     | 阪神   | 阪神牝馬S        | GII      | 芝1600m（良） | 16    | 4     | 8     | 001.4（1人）    | 01着 | 01:33.4 (33.8)      | 0武豊     | 57        | （ハッピーパス）       | 494         |
| 2004.  | 6.     | 6      | 東京   | 安田記念         | GI       | 芝1600m（稍） | 18    | 1     | 1     | 006.7（3人）    | 13着 | 01:34.0 (35.8)      | 0武豊     | 56        | ツルマルボーイ         | 478         |
|        | 7.     | 25     | 函館   | 函館記念         | GIII     | 芝2000m（良） | 13    | 7     | 10    | 002.1（1人）    | 02着 | 02:00.7 (35.8)      | 0武豊     | 57        | クラフトワーク         | 490         |
|        | 8.     | 22     | 札幌   | 札幌記念         | GII      | 芝2000m（良） | 11    | 6     | 6     | 002.2（1人）    | 01着 | 02:00.4 (34.9)      | 0武豊     | 57        | （バランスオブゲーム） | 488         |
|        | 11.    | 21     | 京都   | マイルCS         | GI       | 芝1600m（良） | 16    | 3     | 5     | 004.5（2人）    | 09着 | 01:34.1 (34.8)      | 0武豊     | 55        | デュランダル           | 496         |

## 血統表
| ファインモーションの血統          | ファインモーションの血統          | ファインモーションの血統          | （血統表の出典）                  | （血統表の出典） |
| 父系                              | ダンジグ系（デインヒル系）        | ダンジグ系（デインヒル系）        | ダンジグ系（デインヒル系）        | [ § 2 ]          |
| 父 *デインヒル Danehill 1986 鹿毛 | 父の父Danzig 1977 鹿毛            | Northern Dancer                   | Nearctic                          | Nearctic         |
| 父 *デインヒル Danehill 1986 鹿毛 | 父の父Danzig 1977 鹿毛            | Northern Dancer                   | Natalma                           |                  |
| 父 *デインヒル Danehill 1986 鹿毛 | 父の父Danzig 1977 鹿毛            | Pas de Nom                        | Admiral's Voyage                  | Admiral's Voyage |
| 父 *デインヒル Danehill 1986 鹿毛 | 父の父Danzig 1977 鹿毛            | Pas de Nom                        | Petitioner                        |                  |
| 父 *デインヒル Danehill 1986 鹿毛 | 父の母Razy Ana 1981 鹿毛          | His Majesty                       | Ribot                             | Ribot            |
| 父 *デインヒル Danehill 1986 鹿毛 | 父の母Razy Ana 1981 鹿毛          | His Majesty                       | Flower Bowl                       |                  |
| 父 *デインヒル Danehill 1986 鹿毛 | 父の母Razy Ana 1981 鹿毛          | Spring Adieu                      | Buckpasser                        | Buckpasser       |
| 父 *デインヒル Danehill 1986 鹿毛 | 父の母Razy Ana 1981 鹿毛          | Spring Adieu                      | Natalma                           |                  |
| 母 Cocotte 1983 鹿毛              | 母の父Troy 1976 鹿毛              | Petingo                           | Petition                          | Petition         |
| 母 Cocotte 1983 鹿毛              | 母の父Troy 1976 鹿毛              | Petingo                           | Alcazar                           |                  |
| 母 Cocotte 1983 鹿毛              | 母の父Troy 1976 鹿毛              | La Millo                          | Hornbeam                          | Hornbeam         |
| 母 Cocotte 1983 鹿毛              | 母の父Troy 1976 鹿毛              | La Millo                          | Pin Prick                         |                  |
| 母 Cocotte 1983 鹿毛              | 母の母Gay Milly 1977 鹿毛         | Mill Reef                         | Never Bend                        | Never Bend       |
| 母 Cocotte 1983 鹿毛              | 母の母Gay Milly 1977 鹿毛         | Mill Reef                         | Milan Mill                        |                  |
| 母 Cocotte 1983 鹿毛              | 母の母Gay Milly 1977 鹿毛         | Gaily                             | Sir Gaylord                       | Sir Gaylord      |
| 母 Cocotte 1983 鹿毛              | 母の母Gay Milly 1977 鹿毛         | Gaily                             | Spearfish                         |                  |
| 母系(F-No.)                       | (FN:11)                           | (FN:11)                           | (FN:11)                           | [ § 3 ]          |
| 5代内の近親交配                   | Petition 5×4、Natalma 4･4（父内） | Petition 5×4、Natalma 4･4（父内） | Petition 5×4、Natalma 4･4（父内） | [ § 4 ]          |
| 出典                              | 1. 2. 3. 4.                       | 1. 2. 3. 4.                       | 1. 2. 3. 4.                       | 1. 2. 3. 4.      |

- 半姉ハニーバン（父・Unfuwain）の孫に2021年北九州記念を勝ったヨカヨカがいる。
- 半兄ピルサドスキー（父・Polish Precedent）は1996年BCターフ、1997年ジャパンカップ等G1を6勝。
- そのほかの近親に2001年阪神ジュベナイルフィリーズ勝ち馬のタムロチェリー、2006年オイロパ賞・2008年サンクルー大賞勝ち馬のユームザイン、2014年中山大障害勝ち馬のレッドキングダム。